# Princípio da publicidade
O Princípio da publicidade é um dos princípios pelos quais se rege o Direito Administrativo brasileiro. Esse princípio obriga a Administração Pública a dar publicidade de seus atos administrativos para possibilitar o controle de terceiros.